# Weltbank
Die Weltbank (englisch World Bank) bezeichnet im weiten Sinne die in der US-amerikanischen Hauptstadt Washington, D.C. angesiedelte Weltbankgruppe, eine multinationale Entwicklungsbank. Die Weltbankgruppe hatte ursprünglich den Zweck, den Wiederaufbau der vom Zweiten Weltkrieg verwüsteten Staaten zu finanzieren.
Die Weltbankgruppe umfasst die folgenden fünf Organisationen, die jeweils eine eigene Rechtspersönlichkeit besitzen:
- Internationale Bank für Wiederaufbau und Entwicklung (International Bank for Reconstruction and Development, IBRD; die Weltbank im engeren Sinn)
- Internationale Entwicklungsorganisation (International Development Association, IDA)
- Internationale Finanz-Corporation (International Finance Corporation, IFC)
- Multilaterale Investitions-Garantie-Agentur (Multilateral Investment Guarantee Agency, MIGA)
- Internationales Zentrum für die Beilegung von Investitionsstreitigkeiten (International Centre for Settlement of Investment Disputes, ICSID)

Die Organisationen der Weltbankgruppe sind durch verwaltungsmäßige Verflechtungen und durch einen gemeinsamen Präsidenten (im Fall der ICSID als Vorsitzender des Verwaltungsrates) verbunden.

## Abgrenzung zum IWF
Die Weltbank ist nicht mit dem Internationalen Währungsfonds (IWF) zu verwechseln, auch wenn beide Institutionen zeitgleich gegründet wurden und in enger Nachbarschaft ihren Sitz haben. Vereinfacht lässt sich sagen, dass die Weltbank-Gruppe Finanzierungsinstrumente für langfristige Entwicklungs- und Aufbauprojekte im Bereich der Realwirtschaft bereitstellt. Der IWF stellt demgegenüber für Länder, die – oft aufgrund von Zahlungsbilanzschwierigkeiten – Bedarf an Fremdwährung haben, Brückenfinanzierung bereit. Die Tätigkeit des IWF ist daher eher auf den Bereich der Finanzwirtschaft als auf die Finanzierung der Realwirtschaft gerichtet. Die Unterscheidung hat allerdings in jüngerer Zeit etwas an Gewicht verloren, da auch der IWF begonnen hat, Kredite (sogenannte Fazilitäten) bereitzustellen, die auf die entwicklungspolitischen Ziele ärmerer Länder zugeschnitten sind.

## Gemeinsame Hauptaufgabe
Die gemeinsame Kernaufgabe dieser Institutionen ist es, die wirtschaftliche Entwicklung von weniger entwickelten Mitgliedstaaten durch finanzielle Hilfen, Beratung sowie technische Hilfe zu fördern und so zur Umsetzung der internationalen Entwicklungsziele beizutragen (vor allem den Anteil der Armen an der Weltbevölkerung bis zum Jahr 2015 um die Hälfte reduzieren zu helfen). Sie dienen auch als Katalysator für die Unterstützung durch Dritte. Die Weltbankgruppe hat im Geschäftsjahr 2008 38,2 Milliarden USD an Darlehen, Zuschüssen, Beteiligungen, Investitionen und Garantien an ihre Mitgliedstaaten sowie Privatinvestoren vergeben.
Dies geschieht vornehmlich durch die Vergabe von langfristigen Darlehen zu marktnahen Konditionen (IBRD) beziehungsweise zinslosen, langfristigen Krediten (IDA) für Investitionsprojekte, umfassende Reformprogramme und technische Hilfe, zunehmend auch durch die Förderung der privatwirtschaftlichen Entwicklung durch die Beteiligung an Firmen (IFC) und durch die Übernahme von Garantien (MIGA).

### Entwicklungskomitee
1974 haben die Gouverneursräte der Weltbank und des IWF auf Wunsch der Entwicklungsländer einen gemeinsamen Ministerausschuss über den Transfer von finanziellen Ressourcen in Entwicklungsländer eingesetzt – das Entwicklungskomitee (Development Committee, DC). Das DC hat 24 Mitglieder, die die gesamte Mitgliedschaft der Weltbankgruppe und des IWF vertreten, und tagt zweimal im Jahr. Seine Aufgabe ist es, die Gouverneursräte der Bank und des IWF über wichtige Entwicklungsfragen und über die für die wirtschaftliche und soziale Entwicklung in den Entwicklungsländern erforderlichen Ressourcen zu beraten. Im Laufe der Zeit hat das DC auch Fragen des Handels und des globalen Umweltschutzes in seine Beratungen einbezogen.

### Weltentwicklungsbericht
Die Weltbank veröffentlicht jährlich den Weltentwicklungsbericht (World Development Report), der jeweils einem übergreifenden und für die aktuelle Entwicklungsdiskussion bedeutsamen Thema gewidmet ist. Er fasst in seinen detaillierten Analysen nicht nur den Diskussionsstand zusammen, sondern gibt vor allem auch entscheidende Anstöße und bringt die internationale Debatte über Entwicklung um wichtige Schritte voran. Weitere zentrale Weltbank-Berichte sind der „Global Economic Prospects“, „Global Development Finance“ und „Doing Business“.

### Human Capital Project
In Ergänzung zum Weltentwicklungsbericht wird seit 2019 ein Human Capital Index berechnet, der die Wirkung von Aktivitäten in den Bereichen Bildung und Gesundheit mit relativ einfachen Indikatoren zu messen versucht. Ermittelt werden Dauer des Schulbesuchs, Anteil der Kinder mit Behinderungen und Kindersterblichkeit. Diese Indikatoren werden mit dem Bruttosozialprodukt korreliert und hinsichtlich ihrer mutmaßlichen Auswirkungen auf die künftige Produktivität der Arbeitskräfte länderweise verglichen. Nicht unplausibel ist der Befund, dass am wichtigsten für die zukünftige Arbeitsproduktivität der nächsten Generation das Überleben der Kinder in den ersten fünf Lebensjahren ist. An zweiter Stelle folgt die (qualitätsbereinigte) Dauer des Schulbesuchs, an dritter Stelle ein niedriger Anteil von Kindern mit Behinderungen. Singapur liegt vor allem in Bezug auf den Schulbesuch ganz vorn, es folgen u. a. Japan und Südkorea. Die meisten afrikanischen Länder liegen am Ende der Tabelle. Weniger als die Hälfte der Sekundarschüler in den Entwicklungsländern erreichen die PiSA-Referenzwerte, in Singapur sind es 98 Prozent.

### Förderung der Privatisierung
Das Private Sector Development (PSD) ist eine Strategie der Weltbank, die Privatwirtschaftsentwicklung in Entwicklungsländern voranzutreiben. PSD ist für sämtliche Teile der Weltbank verbindlich und alle anderen Strategien müssen hierauf abgestimmt sein. Auch die Vergabe von Krediten ist an grundlegende Reformen im Sinne der PSD geknüpft. Hierzu zählt die Förderung einer privaten Herstellung von Infrastruktur. Dies wird mit einer häufigen Bevorzugung öffentlicher Unternehmen durch die öffentliche Hand begründet, welche Wettbewerb verhindere (vgl. Strukturanpassungsprogramme).

## Struktur und rechtlicher Status
Ebenso wie der Internationale Währungsfonds (IWF) sind IBRD, IDA und IFC Sonderorganisationen der Vereinten Nationen. Mitglieder bei der IBRD können nur Staaten werden, die bereits dem IWF angehören und alle damit verbundenen Verpflichtungen übernommen haben. Die Mitgliedschaft bei der IBRD ist wiederum Voraussetzung für den Beitritt zur IDA, zur IFC, zur MIGA und zum ICSID.
Oberstes Organ der IBRD (wie auch bei IFC, IDA und MIGA) ist der Gouverneursrat, für den jeder Mitgliedstaat einen Gouverneur (in der Regel den Wirtschafts- oder Finanzminister) und einen Stellvertreter ernennt. Das Exekutivdirektorium besteht bei der IBRD, der IDA und der IFC seit November 2010 aus 25 Personen; davon werden sechs von den Mitgliedern mit den höchsten Kapitalanteilen (darunter Deutschland) ernannt, die übrigen 19 werden alle zwei Jahre durch die Gouverneure anderer Mitgliedstaaten gewählt. Mit Ausnahme Saudi-Arabiens, das durch einen eigenen Exekutivdirektor repräsentiert wird, vertreten die übrigen gewählten Direktoren jeweils mehrere Mitgliedstaaten (Stimmrechtsgruppen). Die Exekutivdirektoren nehmen – im Auftrage ihrer Gouverneure – das Tagesgeschäft wahr.

### Exekutivdirektoren und Stellvertreter
Die laufenden Geschäfte führt der Präsident entsprechend den Beschlüssen des Direktoriums. Er wird von den Exekutivdirektoren für jeweils fünf Jahre gewählt und darf weder Gouverneur noch Exekutivdirektor sein. Er hat den Vorsitz im Direktorium (ohne Stimmrecht, außer bei Stimmengleichheit) und ist Leiter des Mitarbeiterstabs (die Weltbank hat etwa 10.000 Mitarbeiter). Präsident der IBRD und ihrer Schwestergesellschaften IDA und MIGA war von 2005 bis 2007 der Amerikaner Paul Wolfowitz, seit Juni 2007 Robert Zoellick, und ab dem 1. Juli 2012 Jim Yong Kim. Bei der IFC und bei der MIGA bestehen organisatorische Besonderheiten insofern, als sie einen eigenen, von der IBRD und IDA getrennten Mitarbeiterstab und einen eigenen geschäftsführenden Vizepräsidenten haben.
Bei Abstimmungen im Gouverneursrat und Direktorium richtet sich das Stimmengewicht des einzelnen Landes im Wesentlichen nach der Höhe seines Kapitalanteils. Wie beim IWF verfügen alle Mitglieder – über eine bestimmte Anzahl von Basisstimmen hinaus – über Stimmrechte entsprechend ihrer finanziellen Beteiligung.

### Bisherige Präsidenten der Weltbankgruppe
Lange Zeit (bis 2007) war es gängige Praxis, dass die USA den Präsidenten der Weltbank und Europa den Vorsitzenden des Internationalen Währungsfonds stellten. Hier eine Aufstellung der Präsidenten mit ihrer jeweiligen Amtszeit:
| Präsident            | Staat                           | von  | bis             |
| -------------------- | ------------------------------- | ---- | --------------- |
| Eugene Meyer         | Vereinigte Staaten              | 1946 | 1946            |
| John Jay McCloy      | Vereinigte Staaten              | 1947 | 1949            |
| Eugene Robert Black  | Vereinigte Staaten              | 1949 | 1962            |
| George D. Woods      | Vereinigte Staaten              | 1963 | 1968            |
| Robert McNamara      | Vereinigte Staaten              | 1968 | 1981            |
| Alden W. Clausen     | Vereinigte Staaten              | 1981 | 1986            |
| Barber B. Conable    | Vereinigte Staaten              | 1986 | 1991            |
| Lewis T. Preston     | Vereinigte Staaten              | 1991 | 1995            |
| James Wolfensohn     | Australien / Vereinigte Staaten | 1995 | 2005            |
| Paul Wolfowitz       | Vereinigte Staaten              | 2005 | 2007            |
| Robert Zoellick      | Vereinigte Staaten              | 2007 | 2012            |
| Jim Yong Kim         | Südkorea / Vereinigte Staaten   | 2012 | 2019            |
| Kristalina Georgiewa | Bulgarien                       | 2019 | (kommissarisch) |
| David Malpass        | Vereinigte Staaten              | 2019 | 2023            |
| Ajay Banga           | Indien / Vereinigte Staaten     | 2023 | amtierend       |

### Liste der Chefökonomen
| Präsident            | Staat                             | von  | bis   |
| -------------------- | --------------------------------- | ---- | ----- |
| Hollis B. Chenery    | Vereinigte Staaten                | 1972 | 1982  |
| Anne O. Krueger      | Vereinigte Staaten                | 1982 | 1986  |
| Stanley Fischer      | Vereinigte Staaten                | 1988 | 1990  |
| Lawrence Summers     | Vereinigte Staaten                | 1991 | 1993  |
| Michael Bruno        | Israel                            | 1993 | 1996  |
| Joseph E. Stiglitz   | Vereinigte Staaten                | 1997 | 2000  |
| Nicholas Stern       | Vereinigtes Königreich            | 2000 | 2003  |
| François Bourguignon | Frankreich                        | 2003 | 2007  |
| Justin Yifu Lin      | Volksrepublik China               | 2008 | 2012  |
| Kaushik Basu         | Indien                            | 2012 | 2016  |
| Paul Romer           | Vereinigte Staaten                | 2016 | 2018  |
| Pinelopi Goldberg    | Griechenland / Vereinigte Staaten | 2018 | 2020  |
| Carmen Reinhart      | Vereinigte Staaten                | 2020 | 2022  |
| Indermit Gill        | Indien                            | 2022 | heute |

## Stimmverteilung und Reform der Mehrheitsverhältnisse
Die Stimmrechte sind nach Anteilseigentum verteilt. Im Jahr 2010 wurde die Verteilung neu gewichtet, wodurch Schwellenländer, v. a. China an Einfluss gewannen. Die Länder, die unter der „Voice Reform – Phase 2“ genannten Reform signifikant hinzugewonnen haben, sind Südkorea, die Türkei, Mexiko, Singapur, Griechenland, Brasilien, Indien, und Spanien. Der Stimmanteil der meisten Industriestaaten wurde reduziert, während Nigeria, USA, Russland und Saudi-Arabien unverändert blieben. Im Jahr 2020 haben den größten Stimmenanteil die USA (15,69 % – 2019: 15,48 %), gefolgt von Japan (7,62 % – 2019: 7,79 %), China (5,17 % – 2019: 4,80 %), Deutschland (4,17 % – 2019: 4,09 %), dem Vereinigten Königreich (3,87 % – 2019: 3,81 %) und Frankreich (3,87 % – 2019: 3,81 %).

## Mitgliedstaaten
Der Weltbank-Gruppe gehören 189 Staaten an. Nur fünf Staaten sind nicht Mitglied:
- Andorra
- Kuba
- Nordkorea
- Monaco
- Liechtenstein

## Kritik und Kontroversen
Die Weltbank wird seit Langem von Nichtregierungsorganisationen, wie der Organisation zur Vertretung der Rechte Eingeborener Survival International, und von verschiedenen Ökonomen wie Henry Hazlitt und Ludwig von Mises kritisiert, darunter sogar ihr früherer Chefökonom und Wirtschaftsnobelpreisträger Joseph E. Stiglitz. Henry Hazlitt argumentierte, die Weltbank fördere gemeinsam mit dem monetären System, dessen Teil sie ist, die weltweite Inflation und „eine Welt, in der der internationale Handel von Staaten dominiert“ werde. Stiglitz meinte, dass die von der Bank verfochtene, auf einen freien Markt hin orientierte Reformpolitik die wirtschaftliche Entwicklung vielfach schädige, wenn sie schlecht oder zu schnell (in Form einer „Schocktherapie“), in der falschen Reihenfolge oder in schwachen, nicht konkurrenzfähigen Wirtschaftsräumen umgesetzt werde.
Häufige Kritik wird an der Form der Führung der Weltbank geübt. Obwohl die Bank 189 Länder repräsentiert, wird sie von einer kleinen Zahl von Ländern angeführt. Diese Länder (die auch den Großteil ihres Budgets finanzieren) wählen die Präsidenten und die führenden Manager der Organisation, sodass ihre Interessen in der Bank dominieren.:190 Der Bank wurde sogar vorgeworfen, die ungleiche Machtverteilung bei den Stimmrechten zugunsten der westlichen Länder und die Rolle der Bank in Entwicklungsländern würde sie vergleichbar machen zur Development Bank of Southern Africa während des Apartheidregimes, und damit zu einer Säule der „globalen Apartheid“.:133–141
In den 1990er Jahren propagierten die Weltbank und der IWF den „Washington Consensus“, ein Bündel wirtschaftspolitischer Maßnahmen, wozu Deregulierung und Marktliberalisierung, Privatisierungen und der Rückzug des Staates gehörten.
Obwohl der Washington Consensus die wirtschaftliche Entwicklung fördern sollte, wurde er dafür kritisiert, Fairness, Beschäftigungspolitik und die tatsächliche Umsetzung der Reformen außer Acht zu lassen. Joseph Stiglitz meinte, der Consensus messe dem Wachstum des Bruttoinlandsproduktes zu viel Bedeutung zu und achte zu wenig auf die Nachhaltigkeit dieses Wachstums oder darauf, ob damit auch ein Beitrag zum Wachstum des Lebensstandards geleistet werde.:17
Einer der größten Kritikpunkte an der Weltbank bezieht sich auf die Auswirkungen der von ihr und vom Internationalen Währungsfonds von armen Ländern geforderten Strukturanpassungsprogramme. In einigen Ländern, vor allem im Subsahara-Raum, führten diese Maßnahmen zu einem Rückgang des Wirtschaftswachstums und zu höherer Inflation. Da Armutsreduzierung kein Ziel der Programme war, verschlimmerten sich vielfach die Lebensbedingungen der Armen in Folge der Reduktion von Sozialausgaben und der Erhöhung der Lebensmittelpreise.
Im Jahr 2009 waren unter den mehr als eintausend US-amerikanischen Angestellten der Weltbank nur vier Afroamerikaner. Dem Vorwurf, die Weltbank betreibe rassistische Diskriminierung, entgegnete die Unternehmensleitung, es gäbe einfach nicht genug qualifizierte Afroamerikaner. Bereits 1998 hatte ein interner Untersuchungsausschuss festgestellt: „In unserer Einrichtung gibt es rassistische Diskriminierung.“ Außerdem würden Afrikaner und Afroamerikaner in einem gesonderten Gebäude „ghettoisiert“.
Im Dezember 2019 kritisierten David Malpass, Weltbank-Präsident seit April 2019, und US-Präsident Donald Trump, dass die Volksrepublik China als zweitgrößte Volkswirtschaft der Welt Kredite von der Weltbank erhalten hat – zum Beispiel 2019 etwa 1,4 Mrd. und 2017 2,4 Mrd. US-Dollar – obwohl deren Aufgabe die Bekämpfung von Armut sei.
Im September 2021 kam die Weltbank wegen Vorwürfen der Manipulation des „Doing Business“-Berichts durch Kristalina Georgiewa und Simeon Djankow in die Kritik.
Gemäß Berichten führten die USA von den Heard Island und McDonald Islands 1,4 Millionen US-Dollar ein, überwiegend Maschinen und elektrische Geräte. Diese Inseln sind aber seit Jahrzehnten vollständig unbewohnt. Eine Erklärung der Weltbank dazu steht aus.